# بئرسل
شهر بئرسل (به فرانسوی: Beersel) در ناحیه اداری ال-ویلوورد در استان فلومیش بربان در منطقه فلاندری در کشور بلژیک واقع شده‌است.